# Samandağ
Samandağ (en árabe: السويدية, as-Sūwaydīyah), conocida también como Süveydiye, es una ciudad (y su distrito circundante) de la provincia turca de Hatay, en el sur del país. Se encuentra en la desembocadura del río Orontes sobre la costa del Mediterráneo y a 25 km de Antakya (Antioquía). La frontera con Siria está ubicada a pocos kilómetros al sur de la ciudad.

## Etimología
El topónimo proviene del nombre turco de una elevación cercana, el monte de San Simeón (Seman Dağ) que es la forma turca del nombre árabe; Jabal Sem'an. San Simeón el joven, monje estilita que vivió en la región, dio nombre al puerto y a un monasterio cercano.
Anteriormente fue conocida como Svedia (en armenio: Սվեդիա) o Süveydiye (en turco) y también como Yukarı Alevışık y Levşiye.
Samandağ fue adoptada como denominación oficial en 1948.

## Geografía
Es una pequeña ciudad de unos treinta y cinco mil habitantes, ubicada en la llanura costera y sobre el río Orontes. Pueblo de pescadores y pequeño asentamiento que sirve como mercado a los pueblos vecinos, no posee industrias pero se destaca por la producción de cítricos. El distrito de Çevlik (ubicación de la antigua Seleucia de la cual deriva su nombre) posee una larga playa de arena, muy popular entre los residentes de Antakya.
La costa es un sitio de desove para las tortugas de la especie Caretta caretta, consideradas vulnerables por la Unión Internacional para la Conservación de la Naturaleza.

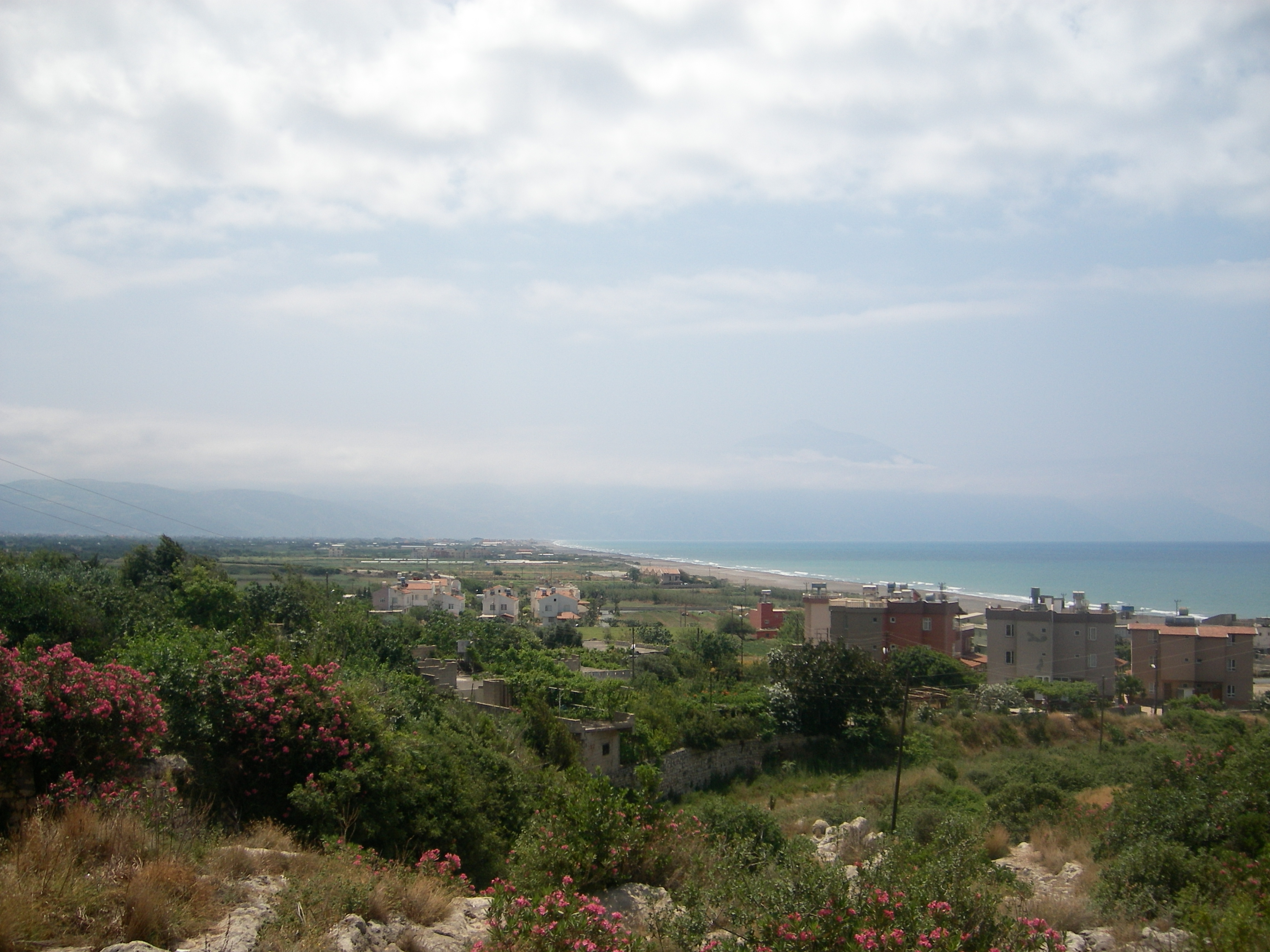
Samandağ, al sur de Turquía, uno de los distritos de la provincia de Hatay.

## Historia
Samandağ está en las proximidades de la antigua ciudad helenística de Seleucia Pieria, puerto de Antioquía y una de la poblaciones de la Tetrápolis siria, fundada hacia el 300 a. C., por Seleuco I Nicator.
La ciudad creció rápidamente bajo los reyes seleúcidas y, luego, durante el dominio romano. Era uno de los principales puertos del Levante hasta el siglo VI. Sin embargo, la sedimientación y los frecuentes terremotos lo volvieron inutilizable hasta que el sismo de 526 lo terminó de arruinar. Las operaciones portuarias se trasladaron a la pequeña aldea de San Simeón, surgida en torno al monasterio del mismo nombre, la cual se convirtió en el nuevo puerto de Antioquía; aunque la ciudad de Seleucia continuó existiendo al menos hasta el siglo VII.
A partir de la conquista musulmana, la ciudad quedó bajo control del califato, como puerto de su provincia fronteriza con el Imperio Bizantino. En 969, el general Michael Bourtzes y el estratopedarco Pedro reconquistaron la región, que volvió al poder del Imperio. Fue parte del thema antioqueno hasta 1078; en ese año el armenio Filareto Brajamio obtuvo el dominio de un extenso territorio que incluía Antioquìa y su puerto. Los turcos selyúcidas atacaron repetidamente la provincia hasta que en diciembre de 1084, Solimán I, sultán de Rum, se apoderó de la misma.
En 1097, los cruzados conquistaron Antioquía y San Simeón, después de un célebre sitio, en el cual la captura del puerto fue fundamental.
Durante el período cruzado, el puerto era parte del Principado de Antioquía, y tenía importancia solamente como sitio de arribo para los refuerzos venidos de Europa. Sin embargo, en la segunda mitad del siglo XII se vio beneficiado por la apaertura de rutas comerciales entre la Siria musulmana (el país de Sham), la Mesopotamia (Irak) y el Lejano Oriente. Era uno de los puertos preferidos por los mercaderes de Alepo en su relación con Egipto y Europa. La conquista mongola del siglo XIII acabó con esta prosperidad y en 1268, un ejército mameluco al mando de Baibars capturó San Simeón antes de tomar y destruir Antioquìa. La ciudad y el puerto nunca se recuperaron de esta catástrofe.
Se supone que en el siglo XIV estaba virtualmente abandonada. En 1516, la región fue tomada a los mamelucos y pasó a depender del Imperio Otomano. Después de la Primera Guerra Mundial formó parte del Sanjacado de Alejandreta bajo administración francesa y ligado al mandato de Siria. En ese momento se empieza a formar la moderna ciudad de Samandağ.
En septiembre de 1938, la provincia se convirtiò en la República de Hatay, en la cual Samandağ fue reconocido como municipio. El 23 de julio de 1939 Hatay se unió a Turquía.
La población es de mayoría alawita y el (supuesto) mausoleo de al-Hadir es el santuario más importante de la ciudad. Políticamente, es considerada de izquierda, en 2009 tuvo el único alcalde en Turquía perteneciente al Partido de la Libertad y la Solidaridad (ÖDP).